# Мезенин, Николай Александрович
Никола́й Алекса́ндрович Мезе́нин (22 мая 1926 или 1936, Дрягуново, Уральская область — 14 января 2025, Нижний Тагил, Свердловская область) — советский и российский инженер-металлург, краевед, историк, популяризатор металлургии.

## Биография
Родился 22 мая 1926 года в деревне Дрягуново Петрокаменского района Тагильского округа Уральской области.
В годы Великой Отечественной войны учился в Нижнетагильском горно-металлургическом техникуме, работал подручным сталевара на Нижнетагильском металлургическом заводе. Награждён медалью «За доблестный труд в годы Великой Отечественной войны 1941—1945 гг.».
В 1951 году окончил Уральский политехнический институт. После окончания вуза в 1951—1968 годах работал на Нижнетагильском металлургическом комбинате мастером, позднее — начальником смены мартеновского цеха. В 1966—1967 годах работал на Кремиковском металлургическом комбинате в Болгарии.
В 1967 году в Средне-Уральском издательстве вышла первая книга Мезенина под названием «Занимательная металлургия», в которой автором были собраны интересные факты о железе, способах его производства и применения в технике. С 1968 года он без отрыва от производства преподавал историю техники в Нижнетагильском педагогическом институте. В этом же году защитил кандидатскую диссертацию по теме «Основные этапы и тенденции развития металлургии железа». В пединституте преподавал до 1980 года, занимал должность заведующего кафедрой общетехнических дисциплин.
Николай Александрович также читал выездные лекции в Новокузнецке, Днепропетровске, Киеве, посетил около 20 металлургических заводов.
Внёс существенный вклад в изучение и популяризацию истории мировой металлургии и металлургии Урала. Статьи Мезенина опубликованы в Большой советской энциклопедии, энциклопедиях «Отечественная история», «Екатеринбург», «Уральская историческая энциклопедия».
С середины 1980-х годов Мезенин занимался изучением истории рода Демидовых, публикуя исторические очерки в местных газетах и журналах. В итоге эти очерки легли в основу книги «Династия Демидовых», выдержавшей три переиздания.
Николай Александрович является автором 200 печатных работ, в том числе 16 монографий.
Скончался 14 января 2025 года в Нижнем Тагиле.

## Награды и звания
- Медаль «За доблестный труд в Великой Отечественной войне 1941—1945 гг.»[2]

## Членство в организациях
- Союз журналистов России[2]